# Bahawalpur
Bahawalpur (urdu: بہاولپُور, pendżabski: بہاولپور‬) – miasto we wschodnim Pakistanie, w prowincji Pendżab, nad rzeką Satledź (dopływ Indusu).
Miasto było stolicą dawnego księstwa Bahawalpur.
Ośrodek przemysłu włókienniczego i kosmetycznego.

## Galeria

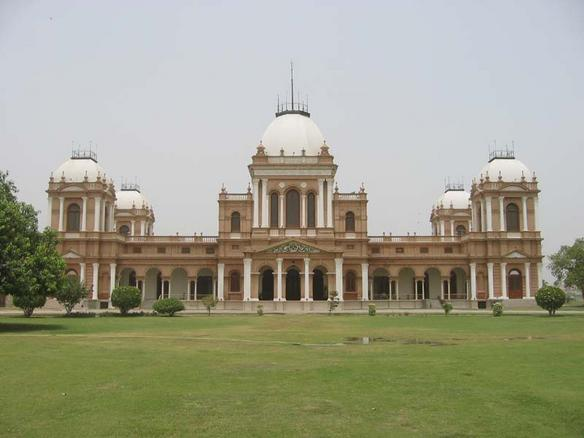
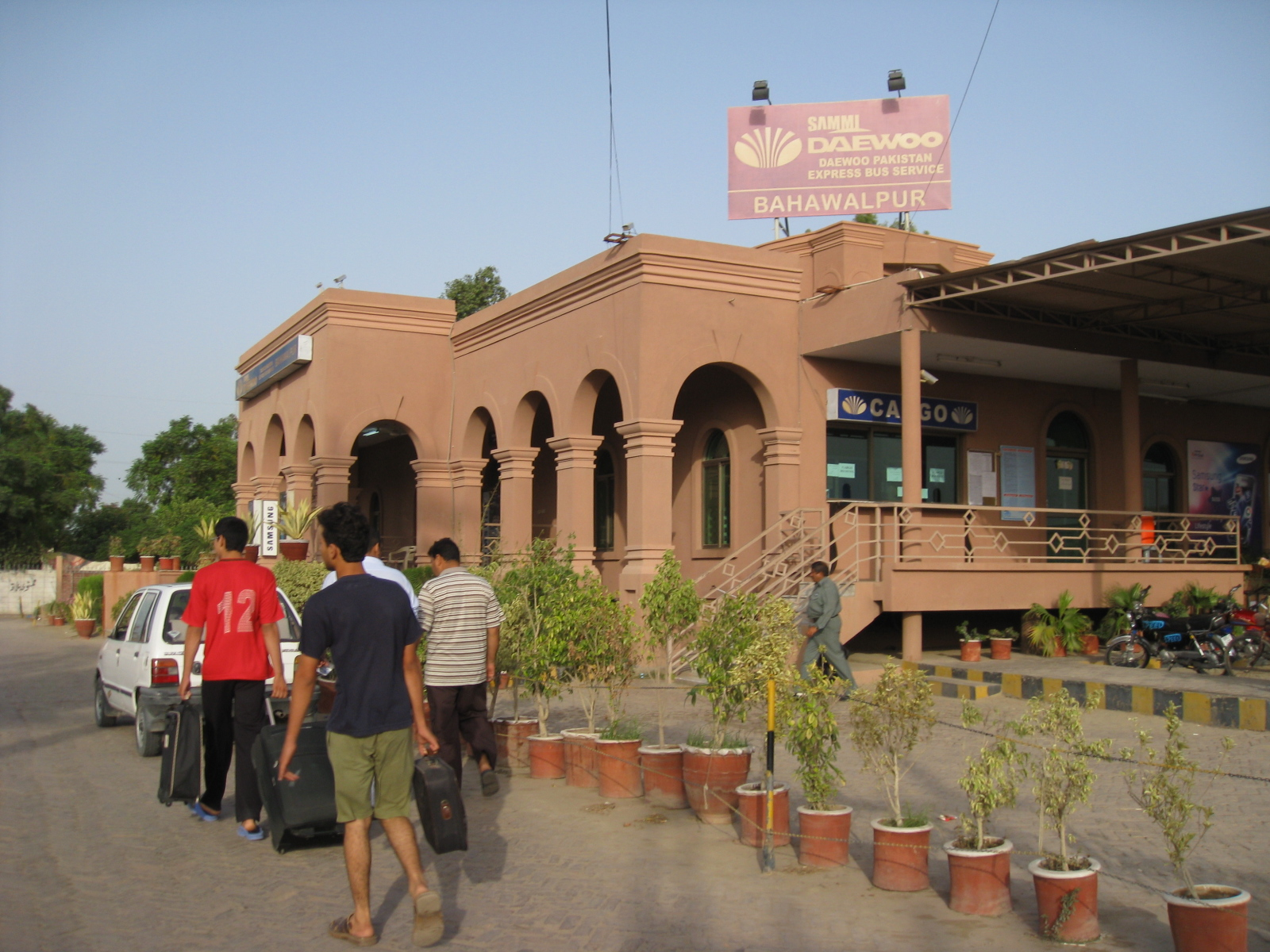
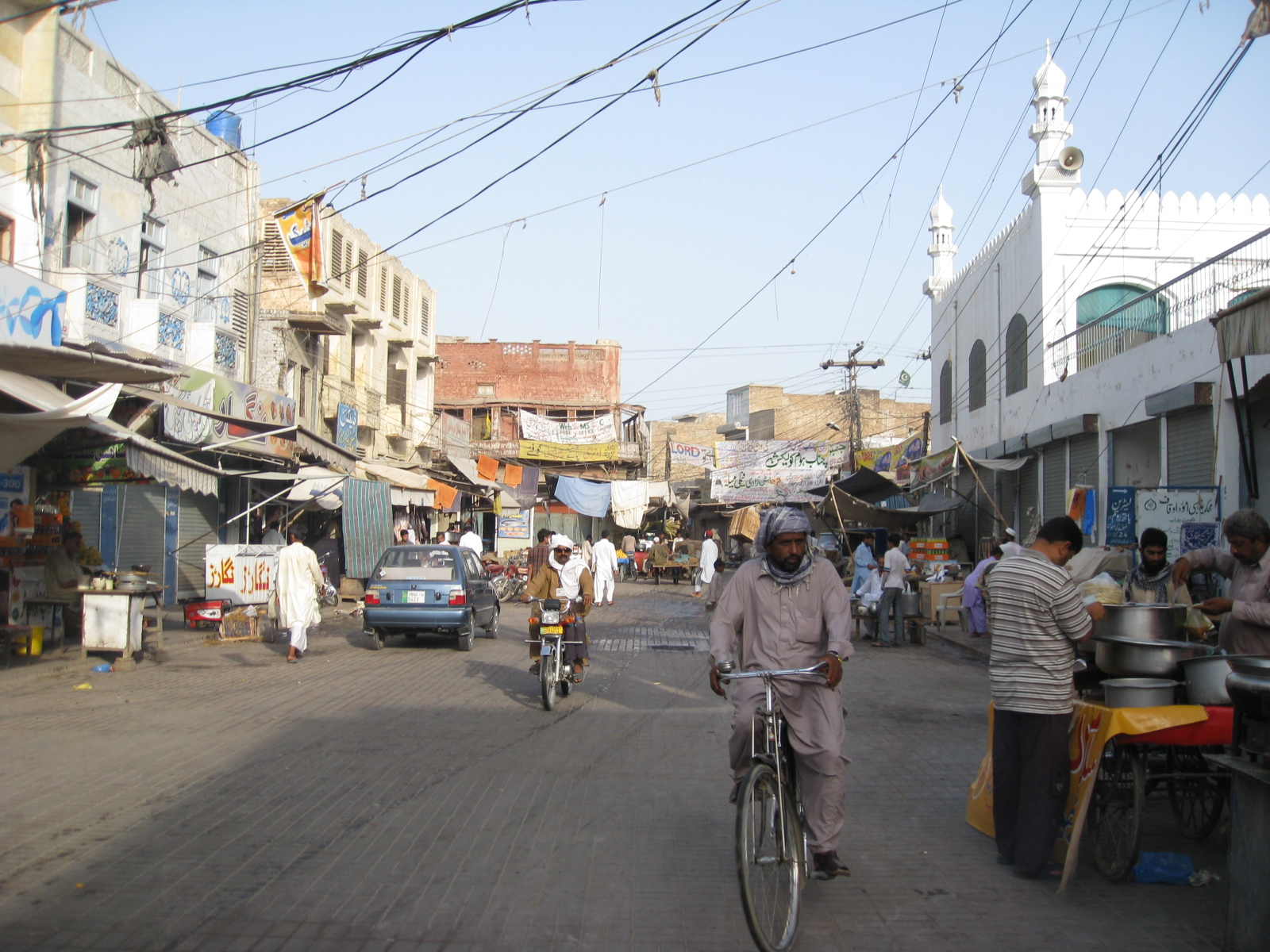
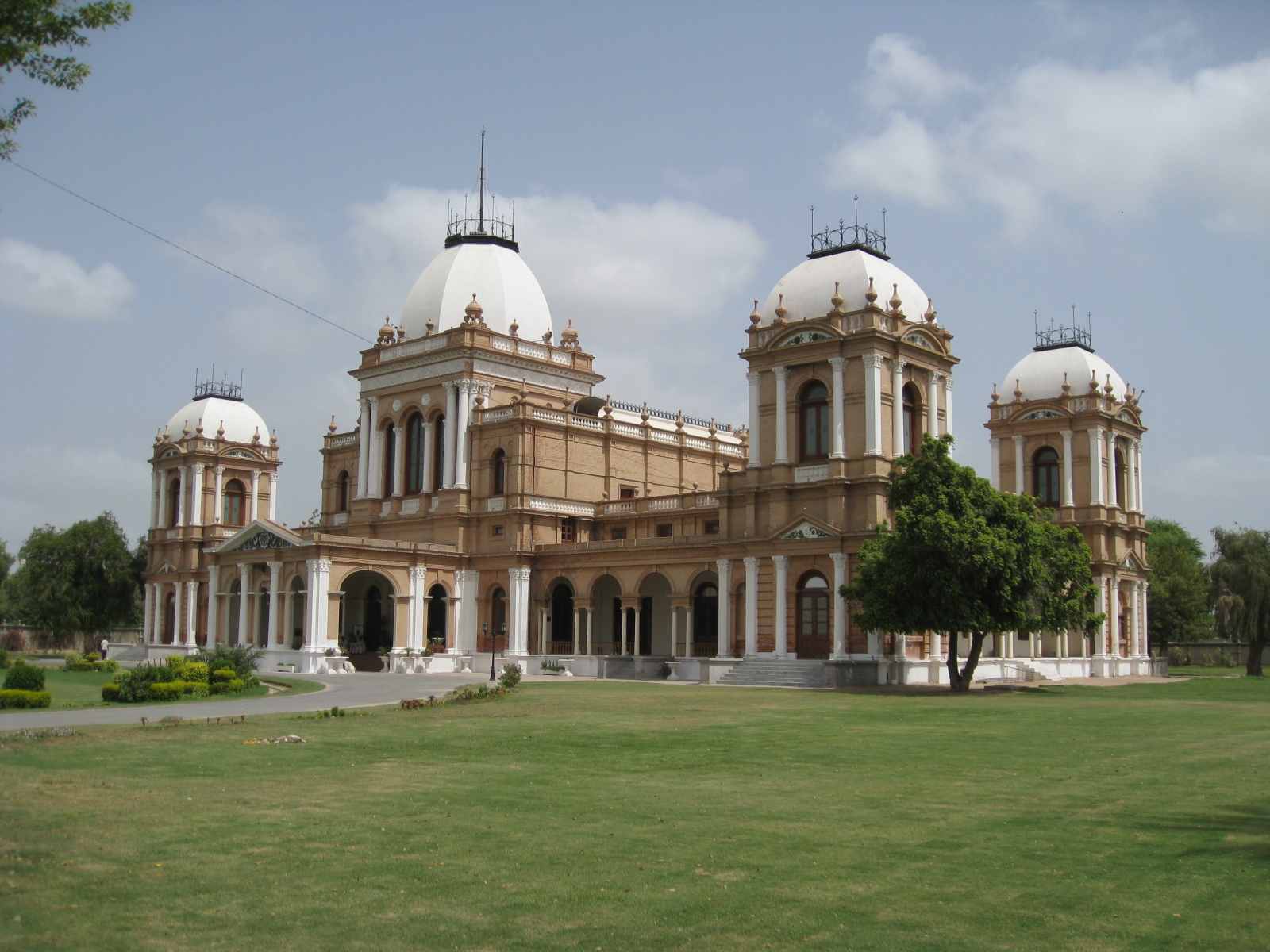
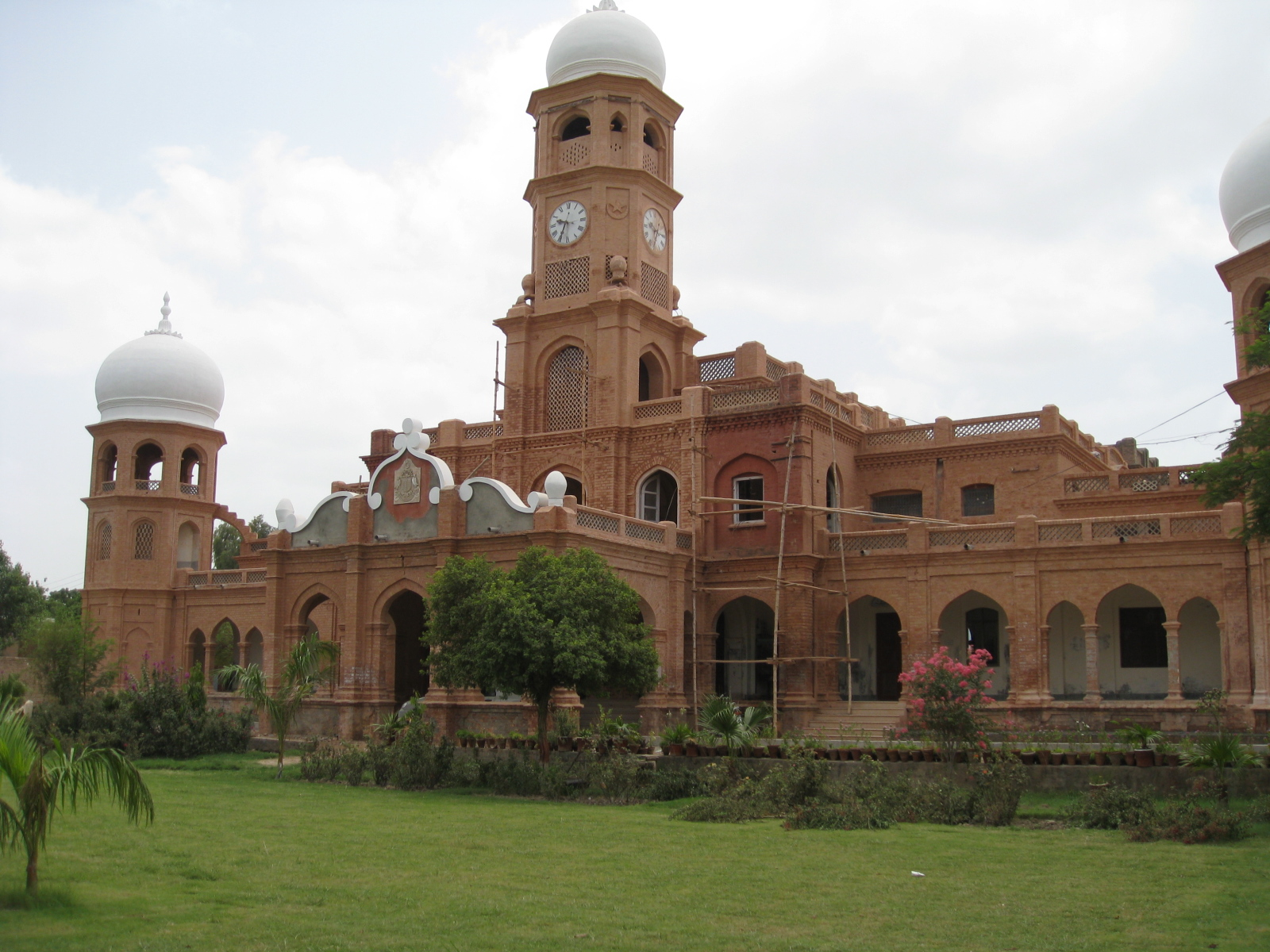
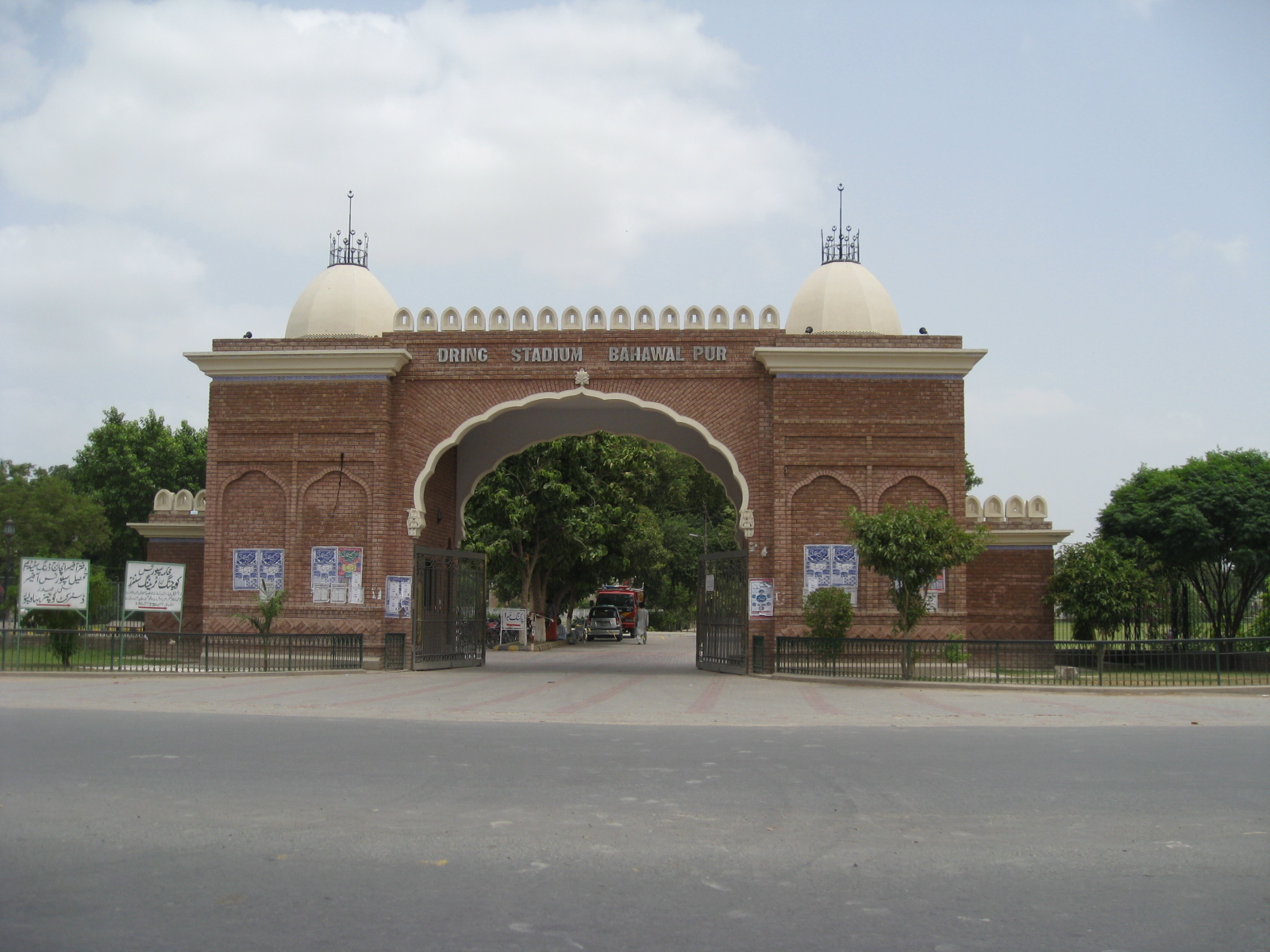
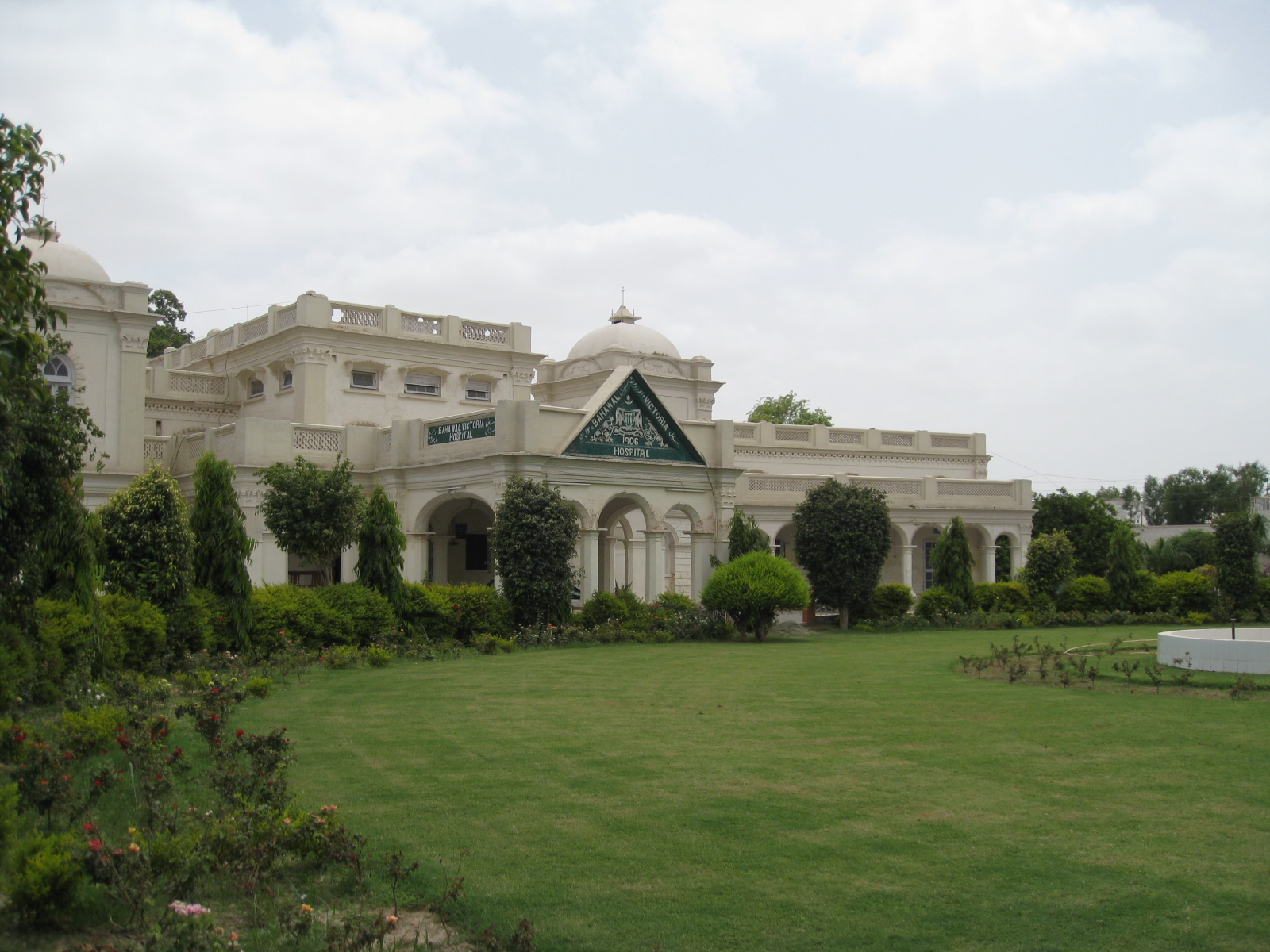
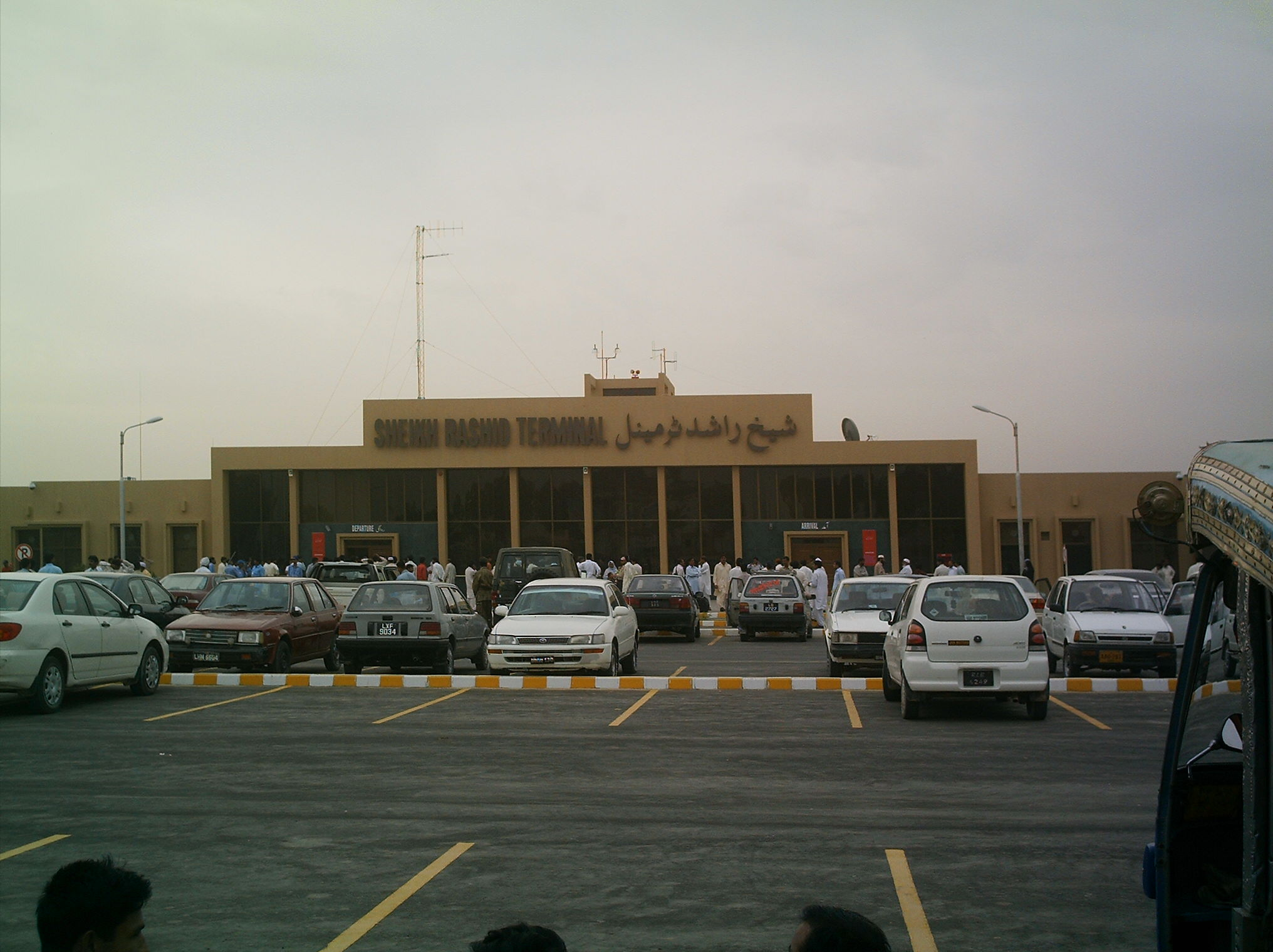
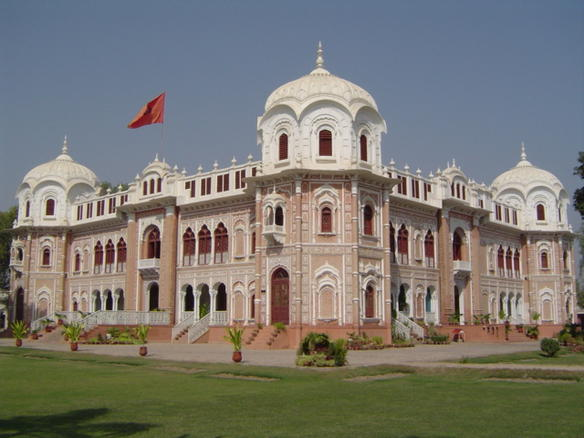